# Magnificat (tipografía)

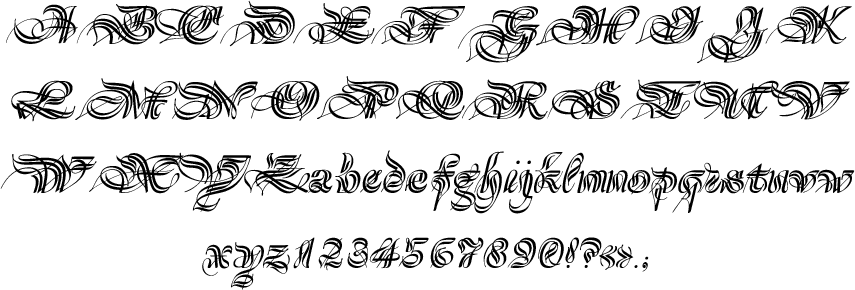
Ejemplo de la tipografía Magnificat.

El magnificat o magníficat  es un carácter tipográfico, creado por el arquitecto  Friedrich Peter en el año 1975. Este tipo de carácter, variante de la escritura gótica es muy complejo y estilizado por lo que suele resultar difícil su lectura. Por el momento no ha sido traducido al formato digital por los posesores de sus derechos aunque existen algunas copias en true type (TTF).
Friedrich Peter creó en 1993 el carácter tipográfico Vivaldi, más simple y más conocido.
- Datos: Q3843325
- Multimedia: Magnificat (carattere) / Q3843325